# Marumba diehli
Marumba diehli is een vlinder uit de familie van de pijlstaarten (Sphingidae). De wetenschappelijke naam van de soort werd in 1975 gepubliceerd door Roesler & Kuppers.